# Mesene patawa
Espèce
Mesene patawa est une espèce d'insectes lépidoptères (papillons) appartenant à la famille  des Riodinidae et au genre Mesene.

## Taxonomie
Mesene patawa a été décrit par Christian Brévignon en 1995.

## Écologie et distribution
Mesene patawa n'est présent qu'en Guyane.

### Biotope
Il réside dans la forêt tropicale.